# Ballynasilloge

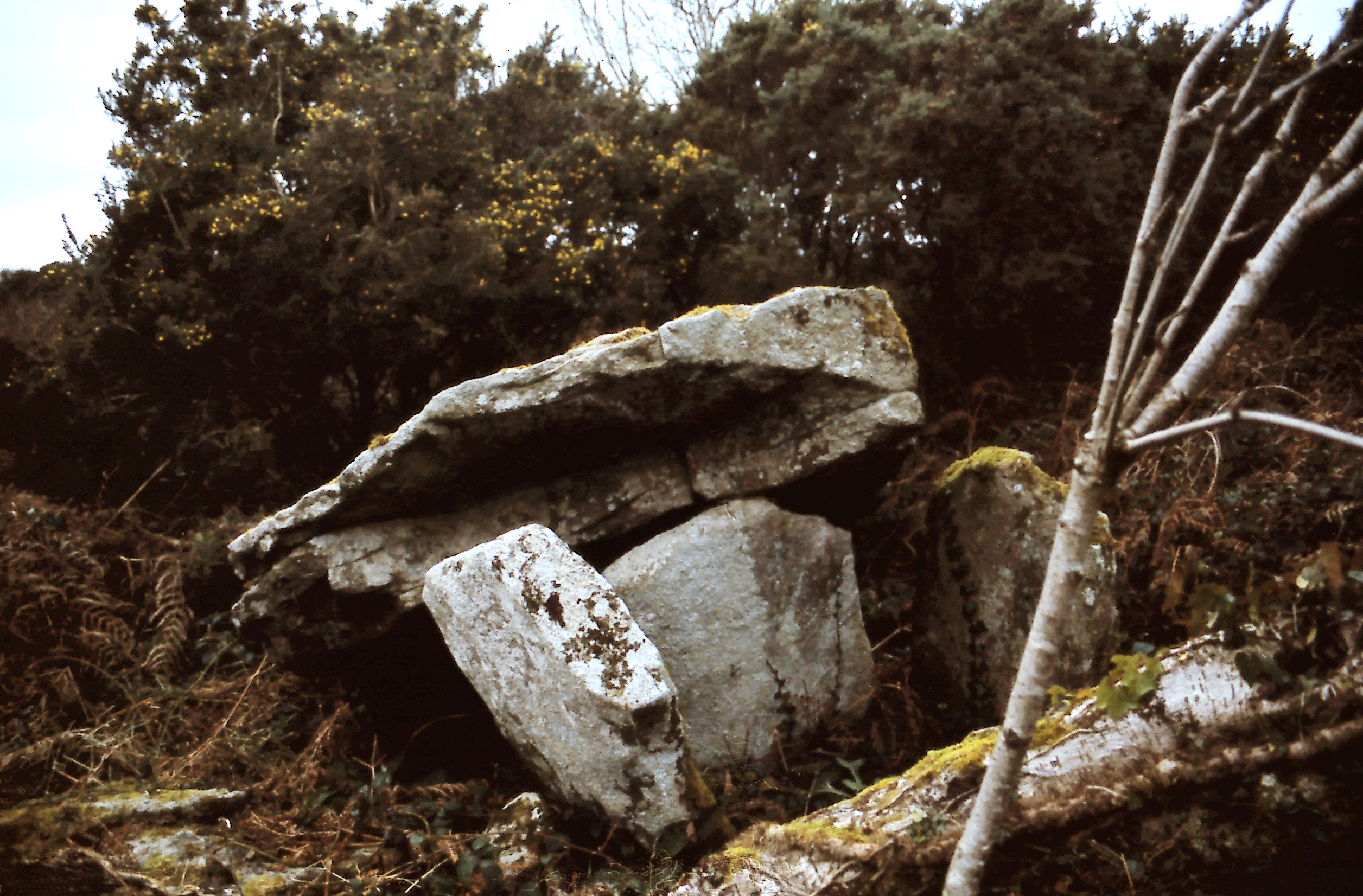
Portal Tomb von Ballynasilloge

Das Portal Tomb von Ballynasilloge (irisch Baile na Saileog), auch Ballynasillogue oder „The Banshee Stone“ genannt, liegt bei Borris, etwa 300 m westlich des Glashroge River im Westen des County Carlow nahe der Grenze zum County Kilkenny in Irland. Als Portal Tombs werden Megalithanlagen in Irland und Großbritannien bezeichnet, bei denen zwei gleich hohe, aufrecht stehende Steine mit einem Türstein dazwischen, die Vorderseite einer Kammer bilden, die mit einem zum Teil gewaltigen Deckstein bedeckt ist.
Der verlagerte Deckstein misst etwa 3,7 × 2,0 m und ist in der Mitte 0,35 m dick. Er liegt auf den Resten zweier Portalsteine und auf dem Türstein auf, während der Endstein fehlt. Die West-Ost orientierte Megalithanlage weist kaum Reste eines einst deckenden Hügels auf.